# Sivert Andersson
Bernhard Sivert Andersson, född 12 november 1933 i Djurö församling, död 7 april 1994 i Stockholm, var en svensk metallarbetare, ämbetsman och politiker (socialdemokraterna). 
Sivert Andersson var riksdagsledamot 1974-1986, invald i Stockholms kommuns valkrets. Han var generaldirektör för Arbetarskyddsstyrelsen från 1987 till sin död 1994.